# Aristid Dessewffy
Aristid Dessewffy (novější přepis: Aristid Dežőfi, latinsko-maďarský přídomek: de Csernek et Tarkeő; 2. července 1802 Čakanovce – 6. října 1849 Arad) byl uherský šlechtic a generál. Pocházel z Marhaňské větve rodu Dessewffy (Dežőfi). Byl popraven za účast při vzpouře proti císaři v roce 1848 (po nepodařeném pokusu utéct do Turecka). Byl zastřelen díky intervenci prince Lichtenštejna, místo toho aby byl oběšen, což se v té době považovalo za potupné. Je považován za jednoho z Aradských mučedníků, vůdců revoluce a vysokých důstojníků souzených a popravených v městě Arad.

## Rodina
Narodil se jako syn šlechtice Tomáše Gašpara Dessewffyho a jeho ženy. Byl jejich druhé dítě a první syn. Měl bratra Alberta, který po jeho smrti přebral jeho majetek.

### Potomci
Žádný z jeho potomků se nedožil dospělosti.

## Hrobka

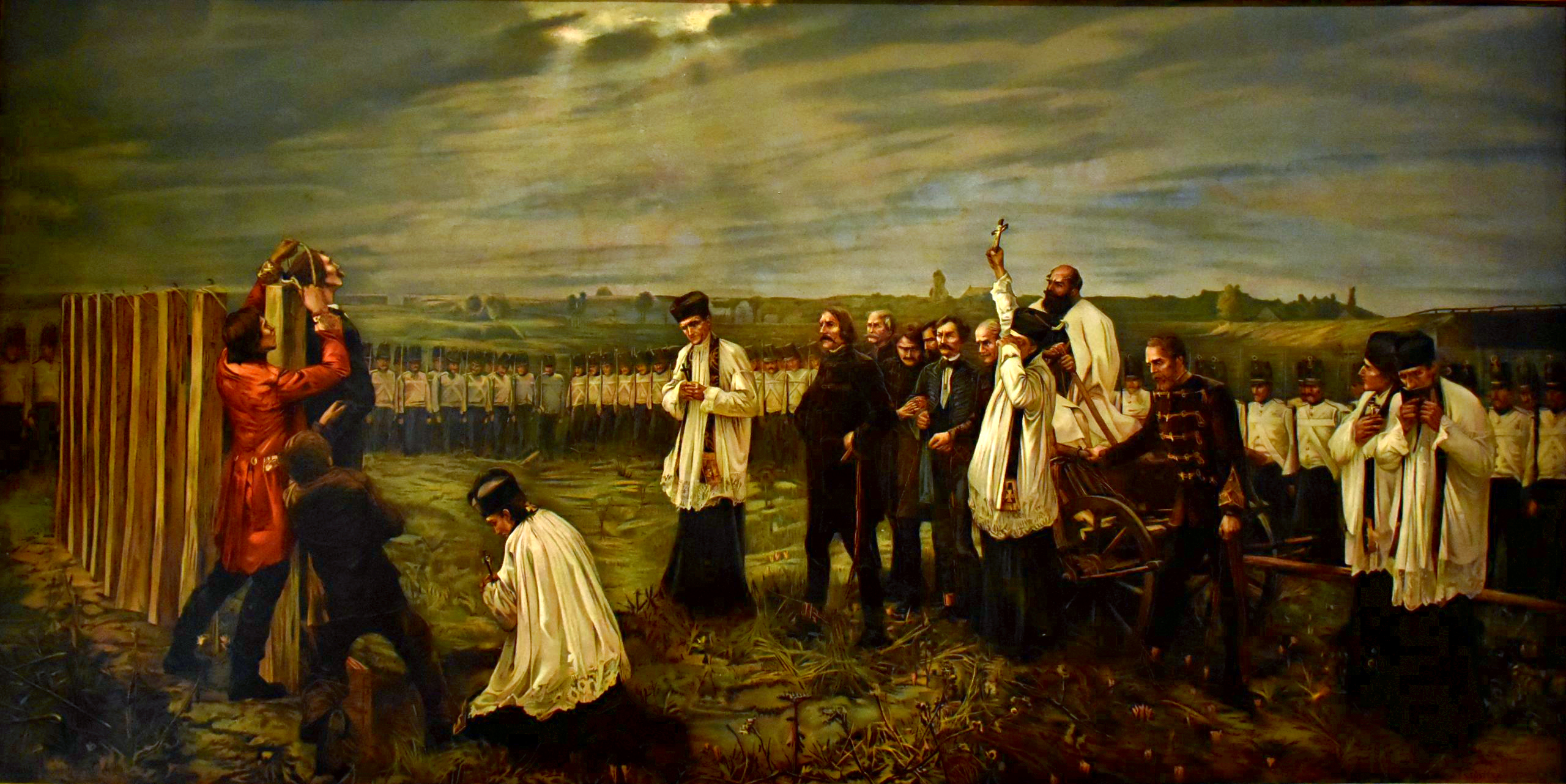
Aradští mučedníci, poprava, obraz od Jánose Thorma

Po utajeném přenosu jeho těla na území dnešního Slovenska byl pohřben v rodinné hrobce u obce Marhaň.